# Leonid Jabotinski
Leonid Ivanovitch Jabotinski (em ucraniano:  Леонід Иванович Жаботинський); (28 de janeiro de 1938, em Uspenka, Oblast de Sumi – 14 de janeiro de 2016), foi um ucraniano, campeão mundial e olímpico em halterofilismo pela União Soviética.
Leonid Jabotinski foi campeão mundial e olímpico em Tóquio 1964, ao estabelecer recorde mundial no arremesso e ao vencer a disputa contra o também soviético Iuri Vlassov. E, em seguida, Jabotinski ganhou os campeonatos mundiais de 1965 e 1966, e defendeu seu título olímpico em 1968.
Jabotinski definiu 19 recordes mundiais ao longo de sua carreira — um no desenvolvimento (movimento-padrão abolido em 1973), dez no arranque, seis no arremesso e dois no total combinado.
Morreu em 14 de janeiro de 2016.